# Kytice (film)
Kytice je český film Františka A. Brabce z roku 2000. Film obsahuje sedm zfilmovaných básní ze sbírky Karla Jaromíra Erbena Kytice: Kytice, Vodník, Svatební košile, Polednice, Zlatý kolovrat, Dceřina kletba, Štědrý den.

## Děj
Sbírka baladických příběhů slavného českého básníka 19. století Karla Jaromíra Erbena je i po více než sto letech stále živá. Proto se také tvůrci filmu rozhodli vybrat sedm z balad a dát jim filmovou podobu za využití mnoha, nejenom technických, novinek. Ve výsledku jde o poetickou kompozici obrazu, hudby, fascinující krajiny a architektury.
Film se skládá z následujících básní:
- Úvodní báseň Kytice je emotivním vstupem do celého vyprávění.
- Pod vodou natáčený Vodník je filmovou epopejí o spojení a nepochopení dvou rozdílných světů: pozemského a vodního.
- Příběh Svatební košile je filmovou řečí pojat jako romantický horor, v němž se pozemský život utkává se záhrobním.
- Polednice je vyprávěním o zoufalé, unavené matce a nenasytné staré polednici.
- Zlatý kolovrat je vystavěn na obludnosti duše, kde tvář zůstává stejná a povaha se mění.
- Dceřina kletba představuje zoufalé nedorozumění dvou generací.
- Štědrý den uzavírá kruh lidských vášní a tragédií postavou staré ženy, která přijímá svůj osud s pokorou a smířením.

Toto baladické dílo K. J. Erbena, které obdivují všechny generace a které je známé i za hranicemi, natočil režisér F. A. Brabec, zatímco Juraj Jakubisko se na projektu podílel jako art producent.

## Produkce
- Námět: Karel Jaromír Erben
- Scénář: F. A. Brabec, Miloš Macourek, Deana Jakubisková
- Hudba: Jan Jirásek
- Kamera: F. A. Brabec
- Režie: F. A. Brabec
- Producent: Deana Jakubisková
- Výroba: J&J Jakubisko Film, Česká televize, Státní fond ČR pro podporu a rozvoj české kinematografie, ČEZ, Škoda Auto

## Hrají

### Vodník
- Dan Bárta – vodník
- Linda Rybová – dívka
- Jana Švandová – matka

### Svatební košile
- Karel Roden – milenec
- Jiří Schmitzer – umrlec
- Klára Sedláčková-Oltová – dívka

### Dceřina kletba
- Věra Galatíková – matka
- Alena Mihulová – dcera

### Polednice
- Boleslav Polívka – Polednice
- Zuzana Bydžovská – matka
- Marian Roden – otec

### Zlatý kolovrat
- Aňa Geislerová – Dornička
- Karel Dobrý – král
- Ivan Vyskočil – kouzelný dědeček
- Nina Divíšková – macecha

### Štědrý den
- Stella Zázvorková – stařena
- Sandra Nováková – Hana
- Kateřina Janečková – Marie

## Ocenění
- Rhode Island International Film Festival 2002
  - Hlavní cena za nejlepší zahraniční film
- Wine Country Film Festival 2001
  - Nejlepší kamera
- Camerimage 2001
  - Vítěz World Panorama – Cena diváků
- Český lev 2000
  - Cena za nejlepší kameru
  - Cena za nejlepší hudbu
  - Cena za nejlepší zvuk
  - Cena za nejlepší filmový plakát pro Juraje Jakubiska